# Pepijn van Herstal
Pepijn II van Herstal (Herstal, ca. 635 – Jupille-sur-Meuse, 16 december 714), bekend onder de bijnamen de Jonge, de Middelste of de Dikke, was een Frankische hofmeier. Hij was de zoon van de hofmeier Ansegisel en van (de heilige) Begga, een dochter van de hofmeier Pepijn van Landen. Hij werd begraven in de abdij van Sint-Arnulf (zijn grootvader) in Metz.

## Leven
Door de mislukte staatsgreep van zijn oom Grimoald was zijn familie in politieke ongenade gevallen, waarbij veel prominente familieleden, onder wie zijn vader, gedood waren. Pepijn had nog wel de omvangrijke familiebezittingen langs de Maas en de Moezel. Door zijn huwelijk met Plectrudis (rond 670) verwierf hij nog meer bezittingen aan de Moezel en in de Eifel. Ook wist hij veel prestige terug te winnen door Gundewin te doden, de moordenaar van zijn vader.
In 679 was Pepijn een van de leidende edelen in Austrasië. Samen met Martin van Laon leidde hij het verzet tegen de hofmeier Ebroin van Neustrië en Bourgondië, die ook de macht in Austrasië wilde verwerven. De Austrasiërs werden in de slag bij Lucofao (bij Laon) verslagen, Martin werd gedood en Pepijn moest vluchten. In 680 werd hij hofmeier van Austrasië. Een jaar later werd Ebroin vermoord, en Pepijn sloot een verdrag met diens opvolger Waratton. In 687 kwam hij echter in conflict met Berthar, de nieuwe hofmeier van Neustrië en Bourgondië. Pepijn versloeg hem in de Slag bij Tertry. Koning Theuderik III benoemde Pepijn tot hofmeier van het gehele rijk en Pepijn erkende Theuderik als enige koning. Berthar overleed eind 688 of begin 689. Vervolgens liet Pepijn zijn zoon Drogo trouwen met Anstrude, dochter van Waratton en weduwe van Berthar.
In 695 versloeg hij de Friezen, onder aanvoering van Radboud, in de Slag bij Dorestad en veroverde hij alle gebieden ten zuiden van de Rijn. Aan de missionaris Willibrord gaf hij een oud Romeins fort, nu de stad Utrecht, als steunpunt voor zijn zending onder de Friezen. Ook onderwierp hij de Alemannen. In 691 deed hij een schenking aan de abdij van Sint-Arnulf te Metz. In 695 benoemde hij zijn zoon Grimoald II tot hofmeier in Neustrië en zijn zoon Drogo tot hofmeier in Bourgondië.

## Opvolging
Nadat zijn zonen Drogo (708) en Grimoald (714) nog tijdens zijn leven waren overleden, benoemde Pepijn op aandringen van Plectrudis zijn minderjarige kleinzoon Theudoald, de zoon van Grimoald, tot zijn opvolger. Theudoald was echter nog te jong om zelf te regeren. Toen Pepijn van Herstal op 16 december 714, bijna tachtig jaar oud, plots in Jupille (nu een deel van de Luikse agglomeratie in het moderne België) overleed, zou Plectrudis voorlopig het regentschap uitoefenen. Zijn rechtmatige kleinkinderen riepen zichzelf inderdaad uit tot Pepijn van Herstals ware opvolgers, en probeerden met de hulp van Plectrudis hun positie als hofmeier van het paleis in stand te houden. Karel Martel, de oudste zoon van zijn tweede vrouw, had echter de gunst van de Austrasische adel gewonnen. Hij had zich bewezen als een krachtig militair, die zijn volgelingen door succesvolle plundertochten van omvangrijke buit kon voorzien. Ondanks de inspanningen van Plectrudis, die hem enige tijd gevangen liet zetten, slaagde Karel er in de enige hofmeier van het paleis en de de facto heerser van het Frankische Rijk te worden. Hier ging echter wel een meer dan drie jaar durende machtsstrijd, de zogenaamde Frankische Burgeroorlog (715-718), aan vooraf.
Karel Martel wordt de eerste van de Karolingen genoemd (oorspronkelijk een partijnaam tijdens de Frankische Burgeroorlog), en de kinderen en kleinkinderen van Plectrudis de laatsten van de Pepiniden.

## Huwelijken en kinderen
Getrouwd met Plectrudis rond 670 (= Pepiniden):
- Drogo (rond 670-708)
- Grimoald II, hofmeier in Neustrië, (rond 680 - vermoord in 714)

Met zijn tweede vrouw (in bigamie getrouwd) Alpaida (= Karolingen):
- Karel Martel (23 augustus 686-22 oktober 741)
- Childebrand (vermoedelijk rond 690-751) (het is niet helemaal zeker dat Childebrand een kind was van Alpaida)